# 埃尔佩德尔诺索
埃尔佩德尔诺索，是西班牙卡斯蒂利亚-拉曼恰昆卡省的一个市镇。总面积56平方公里，总人口1289人（2001年），人口密度23人/平方公里。